# Alexis Ubillús
Juan Alexis Ubillús Calmet (Lima, 30 de diciembre de 1972) es un exfutbolista peruano que jugaba de lateral izquierdo. Destacó en los tres grandes del fútbol peruano.

## Biografía
Alexis Ubillús nació en Lima, el 30 de diciembre de 1972, siendo el octavo de 8 hermanos de la familia miraflorina Ubillús-Calmet. De adolescente jugaba de puntero izquierdo, en el Colegio San Luis de Barranco, luego estuvo en las divisiones inferiores del Centro Iqueño, pasando por el fútbol amateur jugando por el Naveco de Barranco y Las Magnolias de San Isidro.

## Trayectoria
En el verano de 1991 llega a probarse en el Lawn Tennis, equipo de la Segunda Profesional dirigido por Augusto Olivares, luego de jugar unos pocos partidos se lesionó el peroné. 
En 1992 Olivares lo llevó al Sporting Cristal, jugando en la reserva del equipo cervecero, sin que el técnico Oblitas le diera oportunidad de debutar en Primera. Debido a una lesión al nervio ciático, se le frustró la posibilidad de ir a préstamo al Deportivo Municipal. 
En 1993 el volante Francesco Manassero lo llevó a probar al Defensor Lima de Breña, dirigido por el experimentado profesor José Chiarella siendo allí su debut junto a Alfredo Carmona, Aldo Cavero entre otros. 
Por sus buenas actuaciones es llamado a la Selección Sub-23 dirigida por Miguel Company, y luego se le presenta la oferta de jugar por varios equipos, pero a ojos cerrados firma por Universitario de Deportes. Debuta frente a Deportivo Municipal, marcando un gol.
El año 1996 regresa al Sporting Cristal, esta vez jugaría algunos partidos en el primer equipo celeste. El domingo 27 de octubre, bajo la conducción técnica de Sergio Markarián, se consagra campeón nacional con el cuadro rimense. Fue el primer campeonato de su carrera.
Posteriormente jugaría por Deportivo Municipal, Melgar FC, Alianza Lima, Bolognesi, Grau-Estudiantes, Universidad San Martín de Porres y Universidad César Vallejo. El año 2007 emigró a Estados Unidos para jugar en el Atlanta FC de la National Premier Soccer League de los Estados Unidos.

## Selección
Fue parte de la Selección de Fútbol del Perú con la categoría Sub-23, en 1992 y convocado para participar en la Copa América de 1995 en Uruguay.

## Clubes
| Club                      | País           | Año       |
| ------------------------- | -------------- | --------- |
| Sporting Cristal          | Perú           | 1992      |
| Defensor Lima             | Perú           | 1993      |
| Universitario de Deportes | Perú           | 1994-1995 |
| Sporting Cristal          | Perú           | 1996      |
| Deportivo Municipal       | Perú           | 1997-1998 |
| FBC Melgar                | Perú           | 1999-2000 |
| Alianza Lima              | Perú           | 2001      |
| Coronel Bolognesi FC      | Perú           | 2002      |
| FBC Melgar                | Perú           | 2003      |
| Grau-Estudiantes          | Perú           | 2004      |
| Universidad San Martín    | Perú           | 2004      |
| Alianza Lima              | Perú           | 2005      |
| Universidad César Vallejo | Perú           | 2005-2006 |
| Atlanta FC                | Estados Unidos | 2007-2008 |

## Palmarés

### Campeonatos nacionales
| Título              | Club             | País | Año  |
| ------------------- | ---------------- | ---- | ---- |
| Campeonato Nacional | Sporting Cristal | Perú | 1996 |
| Campeonato Nacional | Alianza Lima     | Perú | 2001 |